# Castelo Seagate

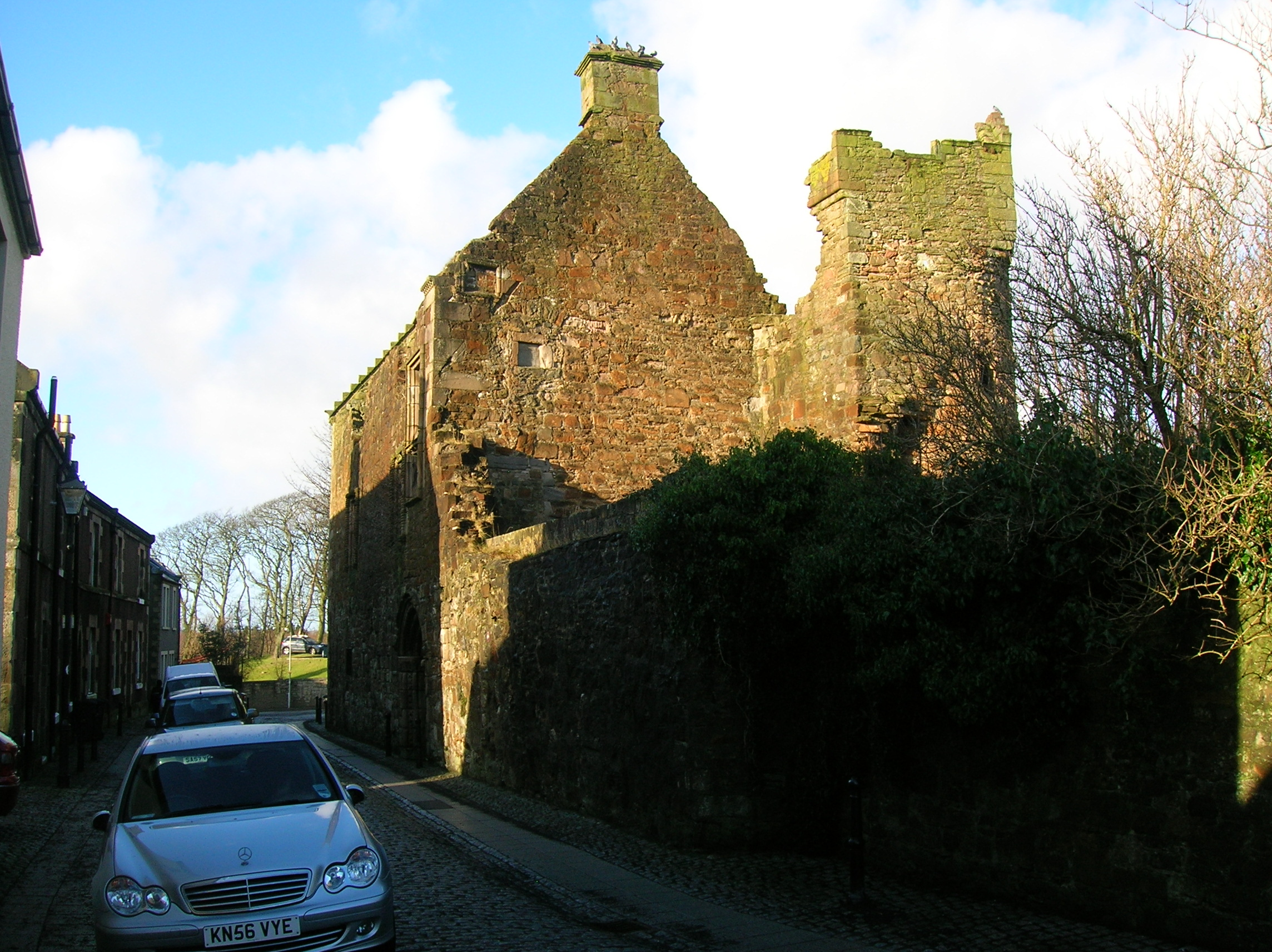
Castelo Seagate, Escócia.

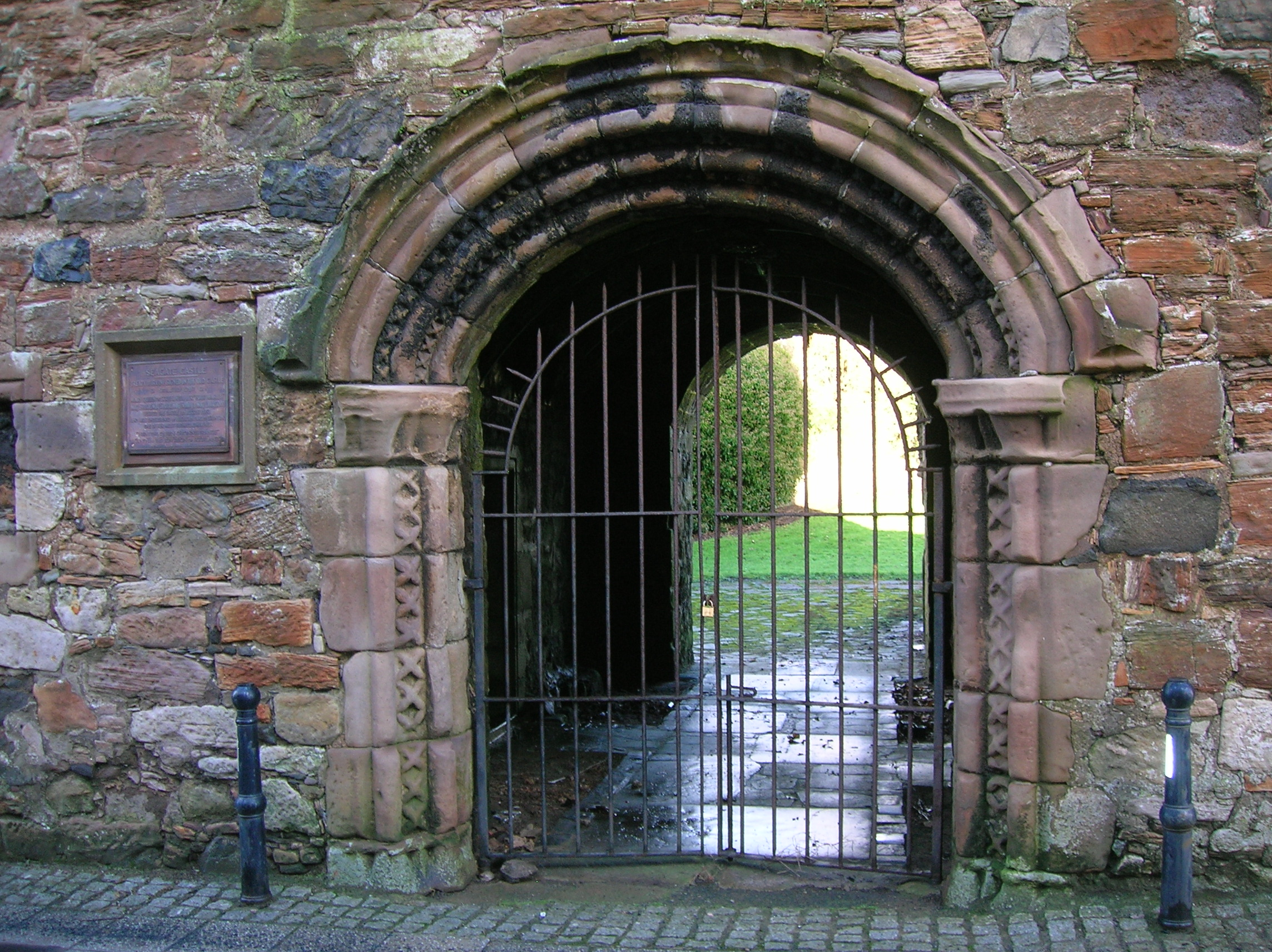
Entrada principal.

O Castelo Seagate (em inglês:  Seagate Castle) é um castelo do século XVI localizado em Irvine, North Ayrshire, Escócia.

## História
É uma estrutura que possui as características de fortaleza e de castelo numa só, possivelmente de uma anterior fortificação designada de 'Irewin', já datada em 1184. Reconstruída possivelmente entre 1562-85, por Hugh, 3º Conde de Eglinton, que casou com Agnes Drummond em 1562, que morreu a 1585.
O castelo não esteve habitado até 1746, quando o teto foi removido.
Encontra-se classificado na categoria "A" do "listed building" desde 14 de abril de 1971.

## Estrutura
A presente estrutura está sem teto e em ruínas, que represente um belo exemplo de casa fortificada do século XVI.
O portão principal em arcada contém uma placa a declarar que o tratado de Irvine foi assinado ali em 1297.